# 소피아 안드레스
소피아 안드레스(Sofia Andres, 1998년 8월 24일 ~ )는 필리핀의 배우, 모델이다.